# The Brighouse & Rastrick Brass Band
The Brighouse & Rastrick Brass Band is een Britse brassband uit West Yorkshire.

## Geschiedenis
De geschiedenis van de Brighouse and Rastrick Band gaat terug tot het jaar 1881 en de band wordt door velen beschouwd als de beste en meest consistente band ter wereld. De band werd meer dan 125 jaar geleden geformeerd dankzij openbare donaties van de stedelingen van de aangrenzende dorpen Brighouse en Rastrick die tegenover elkaar liggen aan de overkant van de rivier de Calder in West Yorkshire. Met het in 1976 opgenomen nummer The Floral Dance lukte het de brassband met Kerstmis 1977, hun tot dan toe regionaal succes uit te breiden. De song plaatste zich eind november in de Britse hitlijst, bereikte in de vijfde week de 2e plaats en behield deze positie tot midden januari 1978 zes weken vast. Daardoor behoort het instrumentaal nummer tot de tien meest verkochte singles van 1977 in het Verenigd Koninkrijk. Het gelijknamige album steeg eind januari in de Britse hitlijst naar de 10e plaats. Verdere hitsuccessen bleven uit. Het orkest is tot heden actief en brengt geluidsdragers uit.
In 2009 (onder leiding van Richard Evans) behaalden Brighouse en Rastrick de titel «Most Entertaining Band» bij Brass in Concert. In 2010 wonnen ze (onder leiding van professor David King) het regionale kampioenschap in Yorkshire, dat wordt beschouwd als de sterkste regio voor bands in de wereld en de nationale kampioenschappen van Groot-Brittannië, een wedstrijd die werd gehouden in de Royal Albert Hall in Londen, een prestatie die het jaar daarop werd herhaald met de Yorkshire Championship-titel in 2011 en de National Championship-titel. Naast de wedstrijdsuccessen verkozen volgers van de brassbandwebsite 4barsrest.com Brighouse & Rastrick en dirigent David King respectievelijk tot «Band of the Year 2011» en «Conductor of the Year 2011».
In 2012 mikte de band daarom op een hattrick van overwinningen bij beide evenementen. Met nog een tweede plaats in Yorkshire en een vierde plaats bij de Nationale Finale in 2013, duurde het tot 2014 voordat B&R de titel van Yorkshire heroverde onder leiding van David King. Stuart Lingard, de belangrijkste kornetspeler van de band, werd voor zijn bijdrage bekroond met de prijs voor «Best Principal Cornet».
Tegenwoordig wordt het nog steeds ondersteund door publieke contributies en eigen inspanningen om geld in te zamelen. De amateurleden gaan er traditioneel prat op financieel onafhankelijk te zijn, zonder ooit enig commercieel belang te hebben gehad, maar ze worden nog steeds beschouwd als de elite op de wedstrijd- en concertplatforms.

## The Floral Dance
In november 1977 bereikte de band nummer 2 in de Britse singlehitlijst met hun opname van The Floral Dance, waar ze zes weken verbleven, toen alleen overtroffen door Mull of Kintyre (de eerste Britse single die meer verkocht dan twee miljoen exemplaren, en de derde best verkochte Britse single aller tijden) van Wings. Het was gearrangeerd voor de band door Derek Broadbent. De B-kant was een versie van Girl with the Flaxen Hair, hoewel sommige exemplaren een compositie van Broadbent hadden met de titel Bachelor Girls als B-kant. De single bereikte ook nummer 37 in de Australische hitlijsten. Het bijbehorende album The Floral Dance bereikte nummer 10 in de Britse albumhitlijst. In 2016 speelde de band het nummer bij de speciale Terry Wogan tribute-aflevering van The One Show bij BBC One.
| Naam                | Instrument            |
| ------------------- | --------------------- |
| Tom Smith           | Hoofdcornet           |
| Bethan Plant        | Assistent hoofdcornet |
| Ginet Nurney        | Solo cornet           |
| Nick Hamlet         | Solo cornet           |
| Martin Irwin        | Sopraan cornet        |
| Alicia Davis        | Repiano cornet        |
| Samuel Gibson       | Tweede cornet         |
| Hayley Moore        | Tweede cornet         |
| Natalie Morrison    | Derde cornet          |
| Ian Broadbent       | Derde cornet          |
| Mike Eccles         | Hoorn                 |
| Andy Moore          | Solo hoorn            |
| Trevor McCormick    | Eerste hoorn          |
| Ian Dust            | Tweede hoorn          |
| Mick Morris         | Solo bariton          |
| Steve Cavanagh      | Tweede bariton        |
| Ellena Newton       | Solo trombone         |
| Charlotte Horsfield | Tweede trombone       |
| Steve Lomas         | Bastrombone           |
| Chris Robertson     | Solo eufonium         |
| Luke Spence         | Tweede eufonium       |
| Dave Hebb (solo)    | E♭ bassen             |
| Will Evans (2e)     | E♭ bassen             |
| Chris Hardy (solo)  | B♭ bassen             |
| Dave Long (2e)      | B♭ bassen             |
| Sam Milton          | Percussie             |
| Jon Kenna           | Percussie             |
| Ross Alexander      | Percussie             |

## Discografie

### Singles
- 1976: The Floral Dance
- 1978: The Lincolnshire Poacher
- 1978: Barwick Green
- 1978: Theme from Shaft
- 1978: O Come All Ye Faithful
- 1978: Tidings of Great Joy (EP)
- 1979: Lord of the Dance

### Albums
- 1969: National Brass Band Festival, Royal Albert Hall, 1969 (met de Black Dyke Mills Band, G. U. S. (Footwear) Band, C. W. S. (Manchester) Band en gastdirigenten Vilem Tausky, S. H. Boddington, W. B. Hargreaves)
- 1970: National Brass Band Championships of Great Britain Festival Concert (met  C.W.S. (Manchester) Band, The Williams Fairey Brass Band, Fodens Brass Band en The G. U. S. Footwear Band)
- 1972: Granada Festival ’71 (met Carlton Main Frickley Colliery Band, The Grimethorpe Colliery Band, City of Coventry Band, The Ransome Hoffman Pollard Works Band, The Cory Band)
- 1973: National Brass Festival, Royal Albert Hall, 1973 (met City Of Coventry Band, Grimethorpe Colliery Band, G. U. S. (Footwear) Band, James Shepherd Versatile Brass, dirigenten: Geoffrey Brand, Eric Ball, Walter Hergreaves, regie: Dennis Wilby)
- 1973: The Brighouse & Rastrick Brass Band and the Rossendale Male Voice Choir (met The Rossendale Male Voice Choir)
- 1973: Vintage Brass
- 1974: National Brass Festival, Royal Albert Hall, 1974 (met Black Dyke Mills Band, The Cory Band, City of Coventry Band, dirigenten: Sir Charles Groves, Ernest Tomlinson, solist: Maurice Murphy)
- 1974: Brass Accolade
- 1975: Brighouse & Rastrick Band
- 1976: The Lusher Side of Brighouse and Rastrick Band
- 1976: The Floral Dance
- 1977: Champion Brass Band
- 1984: A Touch More Brass (splitalbum met The Band of the Royal Military Academy)
- 1985: 20 Hits from 20 Years
- 1990: Play 30 All Time Classic Hits (2 lp's)
- 2001: Floral Dance & Other Requests
- 2012: War of the Worlds – The Music of Peter Graham (dirigent: Professor David King)
- 2013: Best of Brass, Vol. 3 (dirigent: Garry Cutt)
- 2014: Vita Destructa

### NPO Radio 2 Top 2000
| Nummer met noteringen in de NPO Radio 2 Top 2000 | '00  | '01  |
| ------------------------------------------------ | ---- | ---- |
| The Floral Dance                                 | 1695 | 1657 |

1. ↑  Een vetgedrukt getal geeft de hoogste notering aan.
2. ↑  2000 was het eerste jaar met een notering voor dit nummer.
3. ↑  Deze tabel is bijgewerkt tot en met de laatste editie (2024).